# Кордильєра-де-Вількабамба
Вількапампа Валанка (кечуа Willkapampa wallanka) — невеликий гірський хребет Анд в південно-центральній частині Перу, що тягнеться приблизно на 85 км на північний захід від міста Куско.

## Географія
Хребет, де чітко проявляється річкова ерозія, характеризується глибокими каньйонами і висотами до 6 271 м (гора Салкантай). Найменш типовим з піків хребта є Пумасійо («кіготь пуми») висотою 6 070 м, це не ізольований пік, а верхня точка великого масиву. Пумасійо неможливо побачити з навколишніх поселень, і хоча про його існування було відомо, на мапи його нанесли лише в 1956 році. Район цього гірського пасма містить такі міста як Вількабамба і Мачу-Пікчу, та був останнім прибежищем інків, ду вони укривалися від іспанського завоювання в 16 столітті.

## Вершини
Найвищий пік в асортименті — це Салкантай на 6271 метр. Інші вершини наведено нижче:
- Пумасільйо 5 991 м (19 656 фут)
- Тукаргуа 5 928 м (19 449 фут)
- Падрейоц 5 771 м (18 934 фут)
- Панта 5 667 м (18 593 фут)
- Чокуетакарпо 5 520 м (18 110 фут)
- Гумантай 5 473 м (17 956 фут)
- Гуаянай 5 464 м (17 927 фут)
- Пукапука 5 450 м (17 880 фут)
- Сорай 5 428 м (17 808 фут)
- Паляй 5 422 м (17 789 фут)
- Ампарай 5 418 м (17 776 фут)
- Corihuayrachina, 5 404 м (17 730 фут)
- Янама 5 347 м (17 543 фут)
- Jatunjasa 5 338 м (17 513 фут)
- Soirococha 5 297 м (17 379 фут)
- Azulcocha 5 269 м (17 287 фут)
- Kaiko 5 265 м (17 274 фут)
- Chaupimayo 5 239 м (17 188 фут)
- Paccha 5 210 м (17 090 фут)
- Coisopacana 5 176 м (16 982 фут)
- Moyoc 5 175 м (16 978 фут)
- Choquesafra 5 152 м (16 903 фут)
- Ocobamba 5 126 м (16 818 фут)
- Cayco 5 108 м (16 759 фут)
- Pumasillu, 5 100 м (16 700 фут)
- Yana Qaqa 5 093 м (16 709 фут)
- Pitu Phaqcha 5 082 м (16 673 фут)
- Nañuhuaico 4 932 м (16 181 фут)
- Yanaqucha 4 920 м (16 140 фут)
- Quenuaorco 4 900 м (16 100 фут)
- Chuchaujasa 4 800 м (15 700 фут)
- Mandorcasa 4 800 м (15 700 фут)
- Llamahuasi 4 728 м (15 512 фут)
- Hatun Huamanripa 4 601 м (15 095 фут)
- Qiwiñayuq 4 547 м (14 918 фут)
- Khallkaqucha 4 464 м (14 646 фут)
- Yana Urqu 4 460 м (14 630 фут)
- Yanama 4 415 м (14 485 фут)
- Incahuasi 4 315 м (14 157 фут)